# 諾蓬·桑坎
諾蓬·桑坎（1992年7月15日—），是泰國職業司諾克選手。他於2010年轉為職業選手，曾在2023年蘇格蘭公開賽打入決賽，以5-9敗給蓋瑞·威爾森而獲得亞軍。

## 外部連結
- Noppon Saengkham at snooker.org